# Havana Wild Weekend
«Havana Wild Weekend» (рус. «Дикие выходные в Гаване») — седьмой эпизод двадцать восьмого сезона мультсериала «Симпсоны». Вышел в эфир 13 ноября 2016 года в США на телеканале FOX.

## Сюжет
Симпсоны смотрят телевизор, когда Гомер обнаруживает лужу на ковре. Он немедленно принимается отчитывать Маленького помощника Санты, однако, ко всеобщему удивлению, дедушка Симпсон признается, что лужу сделал он. Симпсоны приходят к выводу, что дедушка совсем плох и ему нужна специализированная помощь. Семья отвозит его в дом престарелых, но там им сообщают, что они не лечат стариков, а лишь дают им приют. Дедушку везут в госпиталь для ветеранов, но там очередь на приём к врачу растянута на 23 года. Один из ветеранов подсказывает им, что хорошо и дёшево подлечиться можно на Кубе. Другой вариант — Канаду — он отметает, так как там правят «эти коммуняки Трюдо».
Симпсоны летят на Остров Свободы. Хотя и кубинский врач никак не может помочь Эйбу, он дарит симпатичную цветную рубашку с попугаями. Внезапно дедушка Симпсон начинает приободряться сам, когда видит на улице Oldsmobile 88 из конца 50-х. Старика прокатывают на этой машине и тем самым очень повышают настроение, ведь эта машина из его молодости.
В гостинице, когда Гомер смотрит выступление Фиделя Кастро по телевизору, Эйб в баре знакомится с кубинской барменшей, а также с военным американских ВВС, который ещё в 70-х угнал американский самолёт и бежал на Кубу. Этот бывший военный рассказывает, что в том самом самолёте он теперь собирается устроить ночной клуб и готов взять в партнёры Эйба. Дедушка Симпсон объявляет своей семье, что остаётся на Кубе.
Через некоторое время Гомер отправляется в американское посольство, где заявляет о пропаже своего отца. Тем временем в самолёте-ночном клубе начинается вечеринка. Там веселятся всякого рода перебежчики, советские агенты и наркоторговцы. В самолёт приходит и Изабелла, барменша-кубинка, с которой ранее познакомился Эйб. Она отводит того в кабину пилотов, где признаётся, что является агентом ЦРУ. Её задача переправить в США всех этих людей, веселящихся в самолёте, которые укрываются от американского правосудия. Прибыв в Майами, Гомер и Эйб примиряются и вместе с Бартом идут на поле для гольфа подшучивать над игроками.

## Культурные отсылки
- Надпись на доске «Being right sucks» (рус. «Лучше бы мы ошиблись»), которую пишет Барт в начальной заставке серии, отсылает к эпизоду 2000 года «Bart to the Future», где была предсказана победа Дональда Трампа[2][3].
- Паром, на котором Симпсоны плывут на Кубу, называется The Che Gue-Ferry. На паром также нанесено знаменитое изображение Че Гевары, только Че в капитанской фуражке вместо берета.
- Находясь на Кубе, Мардж читает книгу Элиана Гонсалеса Cuban Escapes (рус. Побег из Кубы) — это отсылка к истории кубинского мальчика Элиана Гонсалеса, мать которого пыталась бежать с ним (против воли отца) в США.
- Сцены в отеле с двумя женщинами, которые переодеваются мужчинами, чтобы покурить сигары, а затем набивают сигарами рот, отсылка к телесериалу 50-х «Я люблю Люси»[4].
- Во время вечеринки в самолёте Эйб Симпсон и Изабелла поют «Y en eso llego Fidel» Карлоса Пуэбла.
- Во время титров звучит композиция «I’ll See You in C-U-B-A» Ирвинга Берлина.
- На Кубе Симпсоны в первый раз всей семьёй, но вообще Гомер уже был там в серии «The Trouble with Trillions» вместе с мистером Бёрнсом и Смитерсом.

## Приём
В вечер премьеры серию посмотрело около 7 млн человек. Эпизод получил смешанные отзывы. Тони Сокол из Den of Geek оценил его в 4 звезды из 5. Он отметил, что это забавная серия и она лучше, чем обычная средняя серия в сезоне. Также он заметил, что в этот раз Симпсоны ведут себя более уважительно по отношению к тому месту, в которое они приехали, в отличие от прошлых своих путешествий: «Куба — это как Флорида, пока туда не понаехали кубинцы». Деннис Перкинс из The A.V. Club оценил серию в «C+».